# Tijucaskogen
Tijucaskogen är en skog i Brasilien.  Den ligger i delstaten Rio de Janeiro, i den sydöstra delen av landet, 900 km sydost om huvudstaden Brasília.